# Епархия Пеории

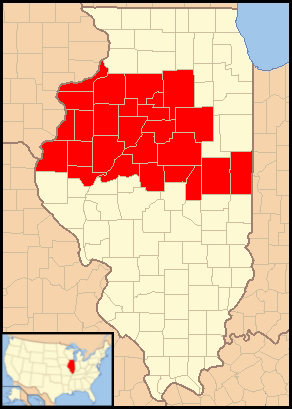
Расположение епархии Пеории

Епархия Пеории (лат. Dioecesis Peoriensis) — епархия Римско-Католической  церкви с центром в городе Пеория, США. Епархия Пеории входит в митрополию Чикаго. Кафедральным собором епархии Пеории является собор Непорочного зачатия Пресвятой Девы Марии.

## История
12 февраля 1875 года Святой Престол учредил епархию Пеории, выделив её из епархии Чикаго. 
11 декабря 1948 года епархия Пеории передала часть своей территории новой епархии Джолиета.

## Ординарии епархии
- епископ John Lancaster Spalding (27.11.1876 – 11.09.1908)
- епископ Edmund Michael Dunne  (30.06.1909 – 17.10.1929)
- епископ Joseph Henry Leo Schlarman  (19.04.1930 – 10.11.1951)
- епископ Уильям Эдвард Каузинс[англ.]  (21.05.1952 – 18.12.1958) – назначен архиепископом Милуоки
- епископ Джон Баптист Франц[англ.]  (08.08.1959 – 24.05.1971)
- епископ Edward William O'Rourke (24.05.1971 – 22.01.1990)
- епископ Джон Джозеф Майерс[англ.] (23.01.1990 — 24.07.2001) — назначен архиепископом Ньюарка
- епископ Daniel Robert Jenky (12.02.2002 – по настоящее время)

## Источник
- Annuario Pontificio, Ватикан, 2005